# Tucking

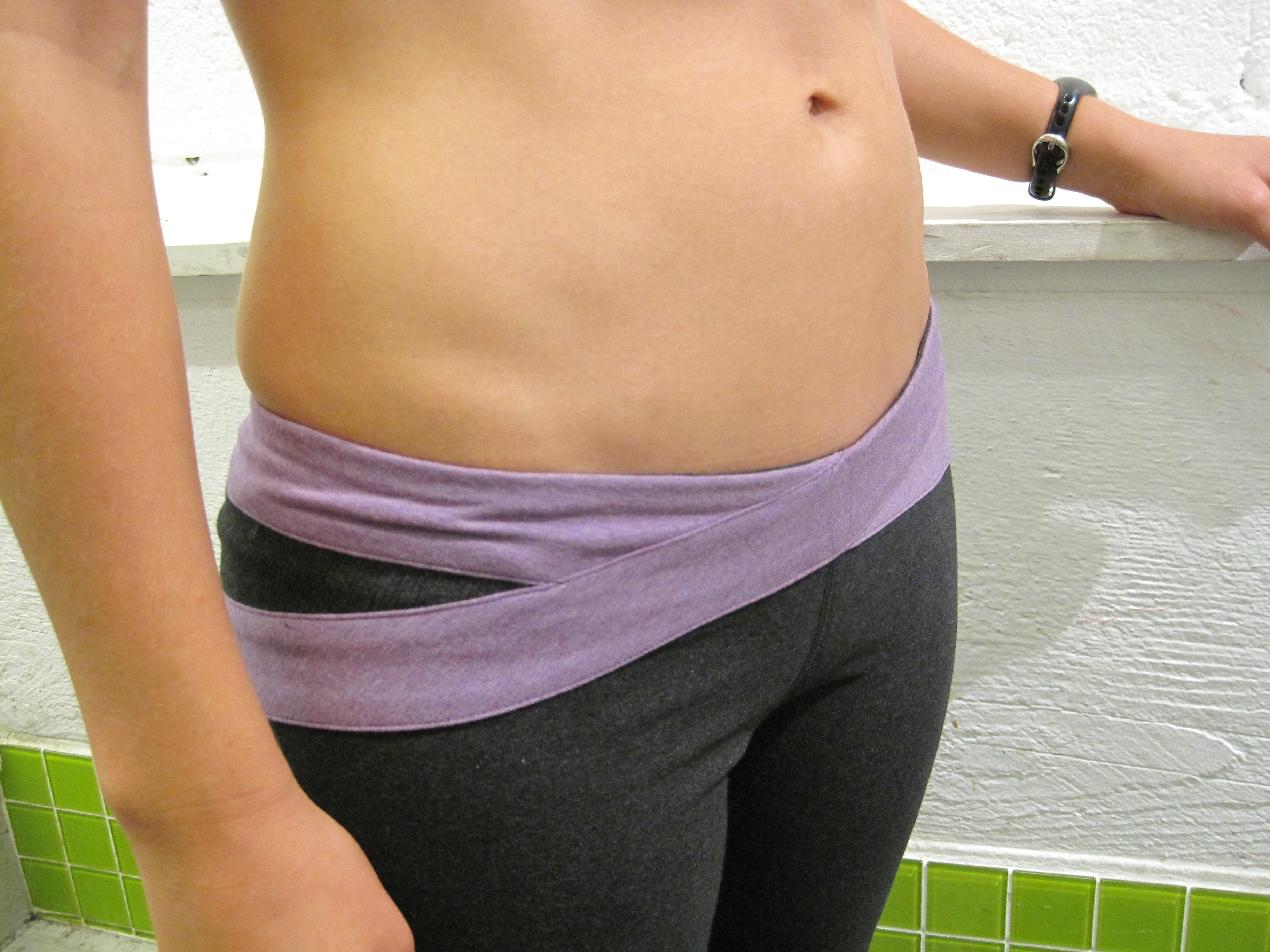
Trans ženy občas provozují tucking za účelem vytvoření hladkého, žensky vypadajícího rozkroku.

Tucking v češtině někdy zakasávání je technika, kterou se jedinec snaží zakrýt vybouleniny na oblečení vytvořené penisem tak, aby nebyly v rozkroku zřetelné.
Tuto činnost provozují především muži a trans ženy, ale také nebinární jedinci s mužskými pohlavními znaky, muži vystupující jako drag queen nebo lidé, kteří touží po androgynním vzhledu. Zakasávání má negativní vliv na plodnost, protože způsobuje snižování počtu spermií. Na trhu existují jisté druhy oblečení (gaff), které jsou navrženy s ohledem na schopnost zakrýt vybouleninu.

## Metody
Jedním z postupů jak zakasání provést je zatlačit varlata směrem nahoru do tříselného kanálu a zároveň prostrčit penis mezi stehny směrem dozadu. Kvůli zajištění pohlavních orgánů v požadované poloze je vhodné nosit těsné spodní prádlo a těsný trikot s popruhem mezi nohama. Jinou metodou je zafixování penisu na hrázi pomocí lepicí pásky.
Někteří lidé k tomuto účelu používají podomácku vyrobené pomůcky například z pruhů oblečení nebo průmyslově vyráběné, dámským kalhotkám podobné tzv. gaffy, které zakryjí oblast genitálií a vytvoří žensky vypadající plochý rozkrok.

## Jiné důvody pro zakasávání
Někteří cisgender muži zakasávají své genitálie z jiných důvodů než že by chtěli vypadat jako ženy. Těmito důvody může být například dysmorfofobická porucha, obavy z boule v rozkroku nebo snaha předejít erekci. Různé variace na tuto techniku jsou uplatňovány makrofalickými muži, kteří mají pocit, že vyboulenina v jejich rozkroku může působit obscénně.

## Efekty na zdraví
Zasunutí varlat do těla způsobuje jejich ohřívání, což následně způsobuje kratší životnost a předčasné odumírání spermií.
V ojedinělých případech může zakasávání způsobit i torzi varlete.